# Орвяница
Орвяница (укр. Орв'яниця) — село, входит в Дубровицкую городскую общину Сарненского района Ровненской области Украины.

## Общие сведения
Население по переписи 2001 года составляло 2002 человека. Почтовый индекс — 34163. Телефонный код — 3658.
В селе есть дом культуры, общеобразовательная школа 1-3 степеней.

## Местная власть
34100, Ровненская обл., Сарненский р-н, г. Дубровица, ул. Воробынская, 16